# Cophinopoda chinensis
Cophinopoda chinensis är en tvåvingeart som först beskrevs av Fabricius 1794.  Cophinopoda chinensis ingår i släktet Cophinopoda och familjen rovflugor. Inga underarter finns listade i Catalogue of Life.

## Bildgalleri

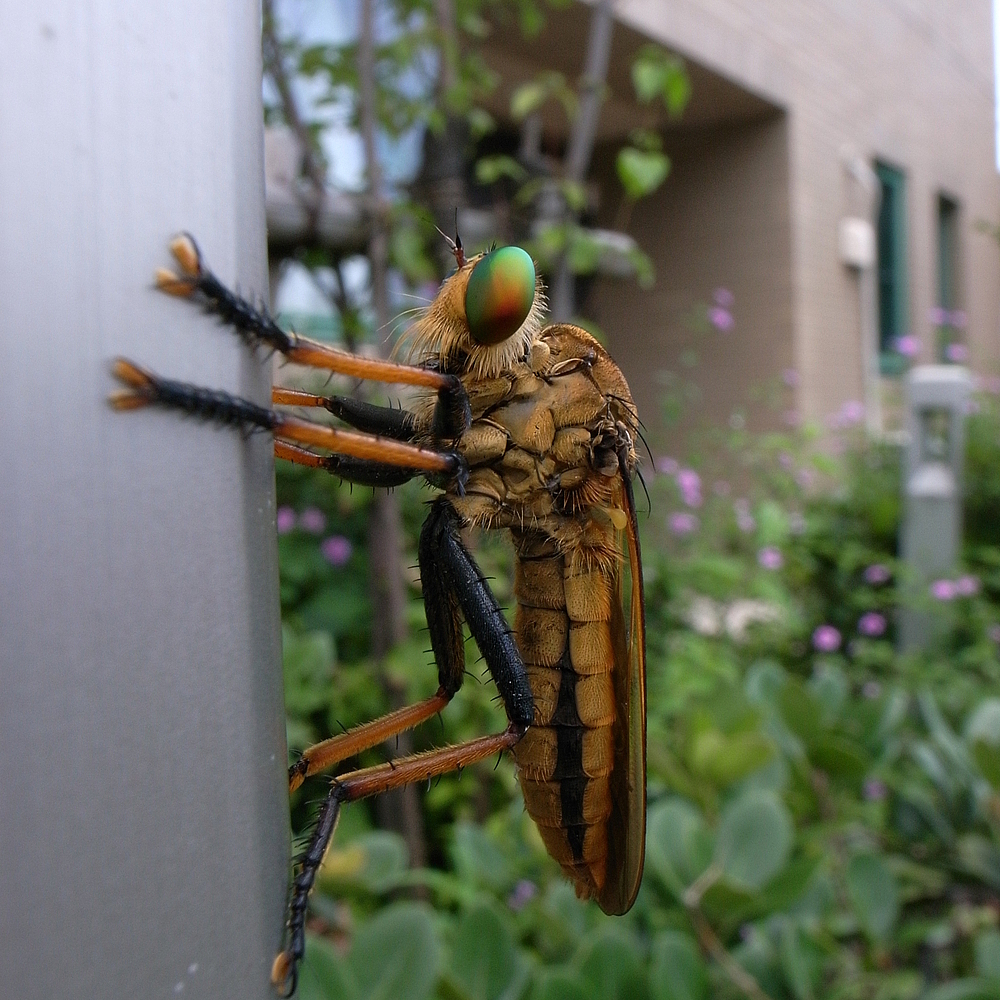
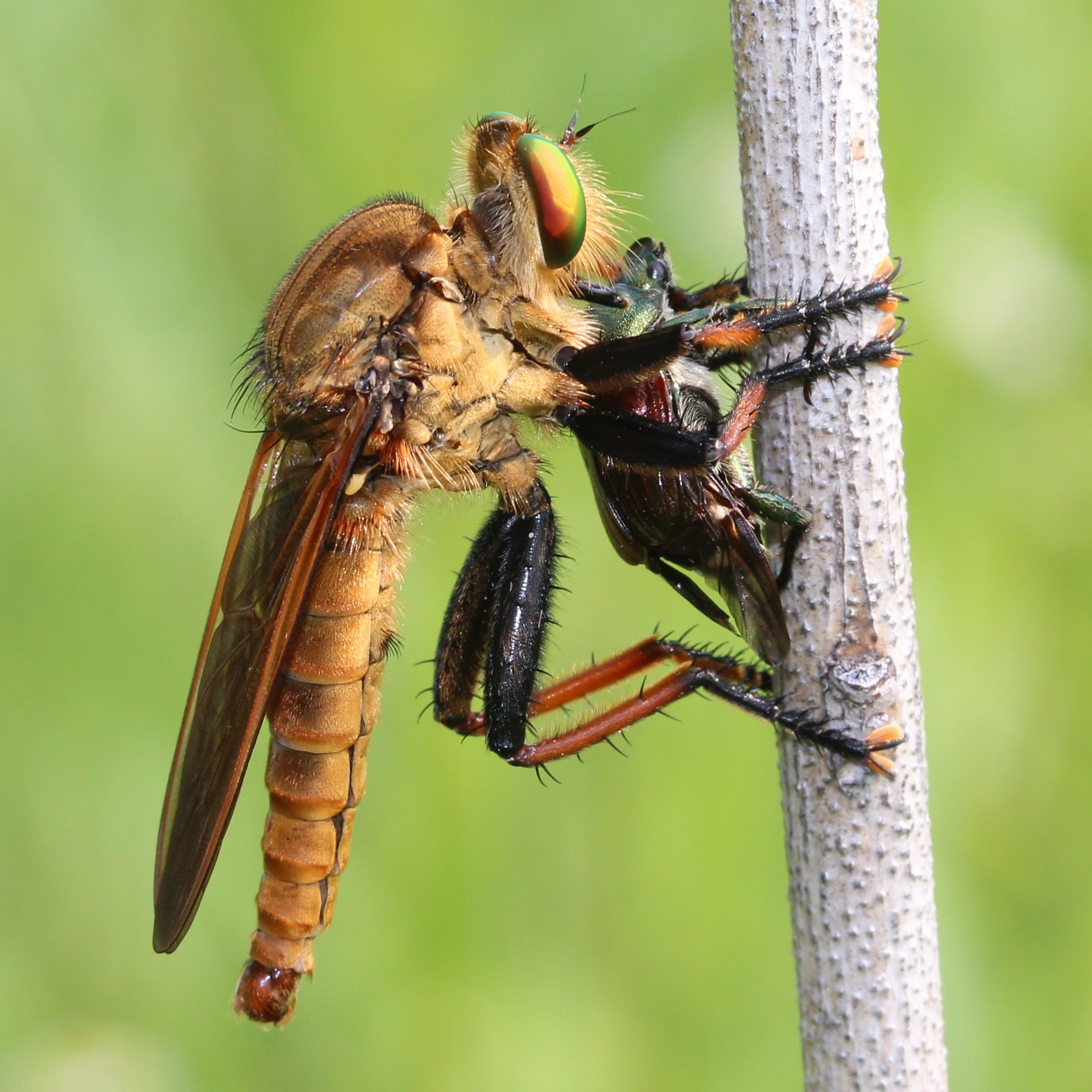
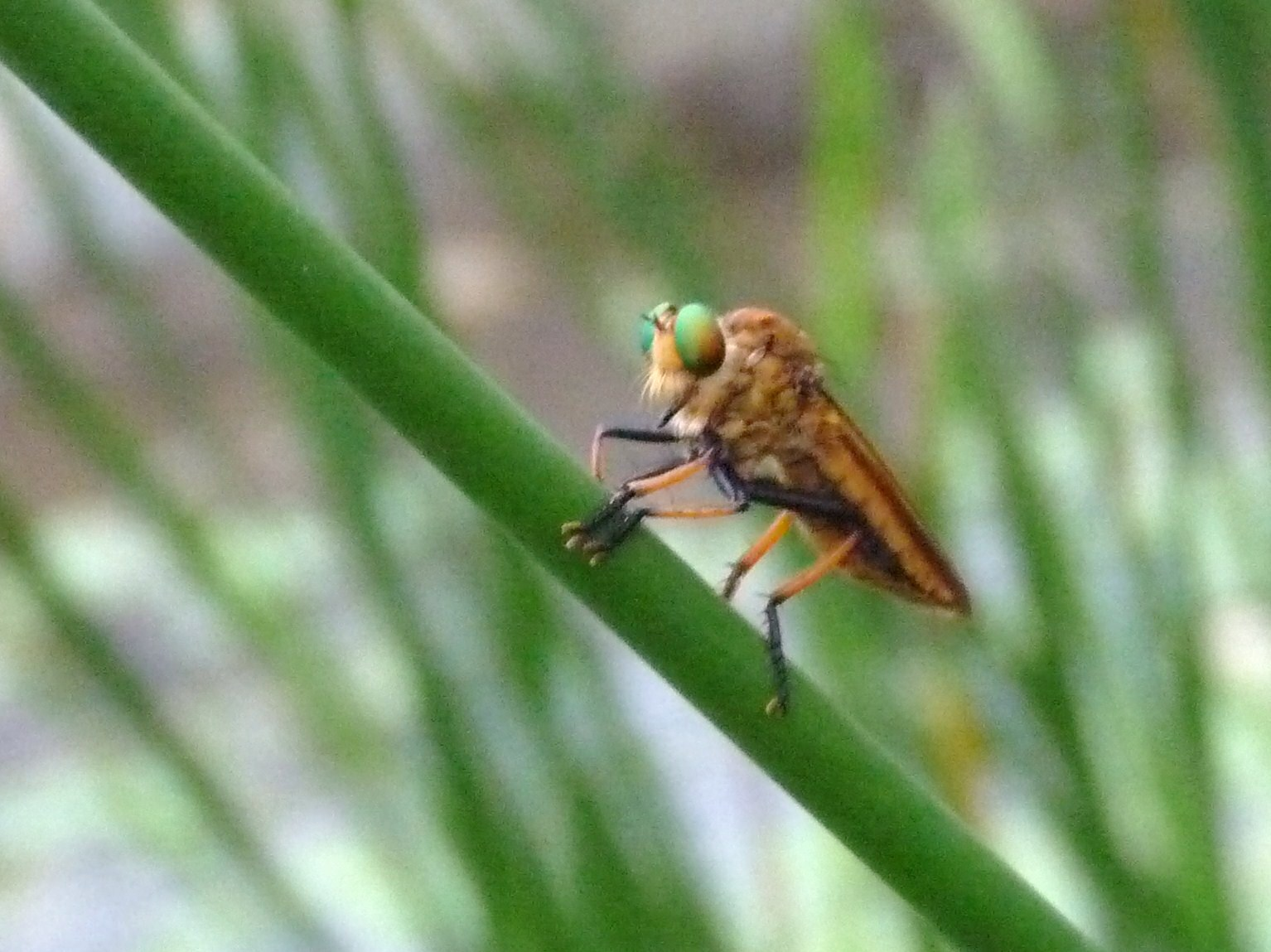